# Gabriele Casati
Gabriele Casati (Milano, 1509 – Milano, 22 febbraio 1569) è stato un nobile, politico e giurista italiano.

## Biografia

### I primi anni
Nato a Milano nel 1509, Gabriele era figlio del nobile Francesco Casati, figlio a sua volta di Nicolino, e di sua moglie, la nobildonna Caterina Resta. Fervido sostenitore dei barnabiti sin dalle loro origini, dal 1530 si legò stabilmente ad Antonio Maria Zaccaria ed al suo seguito, legando in particolare col poeta ispirato Marcantonio Pagani, le cui Rime, una volta messe all'indice dei libri proibiti della Santa Sede, crearono un certo interessamento sul giovane Casati da parte dell'Inquisizione milanese, ma senza conseguenze né per lui né per la sua famiglia.
Nel frattempo, Gabriele aveva già intrapreso la sua carriera d'avvocatura e, dopo la laurea utroque iure presso l'Università di Pavia, nel 1546 venne accolto nel collegio dei giureconsulti di Milano. Nel 1551, divenne uno dei giurisperiti della fabbrica del duomo di Milano e sei anni dopo Filippo II di Spagna lo nominò dapprima senatore e poi lo chiamò a Madrid come reggente del Supremo Consiglio d'Italia.
Nel luglio del 1563, Filippo II gli affidò l'incarico di suo visitatore nel ducato di Milano, motivo per cui fece ritorno a casa sua e nel contempo, nominato consigliere segreto del sovrano, si preoccupò di ispezionare attentamente le istituzioni milanesi per suo conto. Quest'incarico, apparentemente di routine, ha dello straordinario se si considera il periodo: per la prima volta il governo spagnolo affidava a un milanese (quindi a un non-spagnolo) l'incarico di ispettore in un dominio italiano; tale atto fu possibile stante la notevole fiducia che Filippo II nutriva in Gabriele Casati.

### Presidente del Senato di Milano
Nel settembre del 1563 rientrò in Spagna, riprendendo ad occupare le sue cariche sino al 1º settembre 1565 quando Filippo II lo nominò presidente del senato di Milano. Il Casati rientrò quindi in Italia all'inizio di dicembre di quello stesso anno ed il 9 di quel mese giurò nelle mani del governatore del ducato, il duca d'Alburquerque.
Da presidente della massima istituzione governativa milanese, il Casati si adoperò da subito per attuare delle misure di ritorsione contro i cantoni svizzeri che avevano rifiutato di allearsi con la Spagna: egli propose l'invio nella Confederazione Elvetica di un rappresentante diplomatico della Spagna che avrebbe pertanto concesso o meno a seconda del caso una serie di privilegi a livello commerciale dato che i cantoni avevano tra i loro principali partner commerciali il ducato di Milano.

#### Il rapporto tra stato spagnolo e chiesa milanese
Uno dei conflitti più astiosi che però il Casati si trovò a gestire fu quello con le istituzioni ecclesiastiche del milanese: nel 1565 l'arcivescovo Carlo Borromeo avviò una serie di riforme nel pieno spirito del Concilio di Trento e all'insegna della controriforma per le quali chiese allo stato spagnolo maggior potere giurisdizionale sul clero e, in alcuni casi, anche sul laicato, poteri che in anni di assenza degli arcivescovi era andato de facto a ricadere sotto il senato milanese. Il Casati, per parte sua vicino ai barnabiti e tra i principali sostenitori dell'insediamento dei gesuiti nell'arcidiocesi di Milano dal 1563, non era intenzionato a scontrarsi direttamente coi vertici della chiesa milanese, ma nel contempo non poteva permettere di vedere compromesso il ruolo della sovranità spagnola e delle istituzioni governative del ducato per una riforma interna alla chiesa.
Una delle prime controversie di peso si ebbe nel dicembre del 1566 quando, per ordine del tribunale ecclesiastico di Milano, era stato dato il via alla cattura di alcuni laici colpevoli di alcuni reati contro la chiesa, ma la causa si era arenata dal momento che il capitano di giustizia di Milano aveva vietato al medesimo tribunale ecclesiastico di procedere con l'operazione in quanto esso non disponeva di una propria milizia armata e lo stato milanese non era intenzionato ad entrare nel merito della contesa. Il Casati a questo punto intervenne personalmente proponendo una soluzione di compromesso: l'arcivescovo avrebbe richiesto al papa il permesso di mantenere una propria guardia armata al servizio del tribunale ecclesiastico per compiere di queste operazioni e nel contempo, almeno temporaneamente, il ducato di Milano avrebbe consentito l'utilizzo della milizia secolare, purché non si trattasse di cause di natura patrimoniale. 
Un nuovo caso si ebbe nel luglio del 1567 quando il tribunale ecclesiastico arrestò un concubino che risiedeva a Gallarate, motivo per il quale era intervenuto il senato che aveva stabilito di catturare invece l'ufficiale del tribunale della curia responsabile del procedimento e di condannarlo alla pena di tre tratti di corda nella pubblica piazza. L'arcivescovo Carlo Borromeo rispose altrettanto duramente, scomunicando gli esecutori materiali della pena e richiese che quanti avevano pronunciato la sentenza di condanna civile contro il bargello arcivescovile si presentassero davanti al tribunale ecclesiastico, tra i quali lo stesso Casati. A questi provvedimenti del cardinale milanese, si aggiunsero altre disposizioni di papa Pio V che anzi intimava ai senatori responsabili di comparire personalmente al tribunale ecclesiastico di Roma.
A questo punto intervenne personalmente Filippo II di Spagna che si risolse a mandare a Roma un proprio ambasciatore per difendere l'operato dei senatori milanesi nella questione e la questione si risolse in un nulla di fatto, ad ogni modo compromettendo i già difficili rapporti tra chiesa e stato nel milanese.
Gabriele Casati morì a Milano il 22 febbraio 1569 e venne sepolto nella tomba da lui appositamente predisposta due anni prima presso la chiesa di San Marco.

## Matrimonio e figli
Gabriele Casati sposò a Milano la nobile Caterina Crivelli dalla quale ebbe i seguenti figli:
- Gerolama (†1561), sposò Francesco Carcano (1514-1549)
- Bianca Lucia (?-?), sposò Girolamo Carcano (†1573)